# NGC 4165
NGC 4165 је спирална галаксија у сазвежђу Девица која се налази на NGC листи објеката дубоког неба.
Деклинација објекта је + 13° 14' 46" а ректасцензија 12h 12m 11,8s. Привидна величина (магнитуда) објекта NGC 4165 износи 13,4 а фотографска магнитуда 14,3. NGC 4165 је још познат и под ознакама IC 3035, UGC 7201, MCG 2-31-45, KUG 1209+135, CGCG 69-78, VCC 47, PGC 38885.